# 坎塞尔·杰尼兹
坎塞尔·杰尼兹（1991年8月26日—），哈萨克斯坦女子跆拳道运动员，2018年亚洲运动会女子67公斤以上级银牌得主、2022年亚洲运动会女子67公斤以上级铜牌得主。